# Marcel Desailly
Marcel Desailly (Accra, 7 september 1968) is een voormalig Frans voetballer. Hij speelde onder meer voor Olympique Marseille, AC Milan en Chelsea. Ook speelde hij voor het Frans elftal, waarmee hij in 1998 het WK, in 2000 het EK en in 2001 en 2003 de FIFA Confederations Cup won. In 2005 zette hij een punt achter zijn carrière. Desailly wist met twee verschillende clubs achter elkaar de UEFA Champions League te winnen; in seizoen 1992/93 deed hij dit met Olympique Marseille en in seizoen 1993/94 met AC Milan.
Desailly werd beschouwd als een van de beste verdedigers uit zijn tijd en werd daarom ook door Pelé in maart 2004 vermeld in de opgestelde Lijst FIFA 100 beste spelers.

## Clubcarrière
Marcel Desailly, geboren als Odonkey Abbey, werd geboren in de Ghanese hoofdstad Accra. Zijn moeder trouwde met de Franse consul Marcel Louis Desailly en vervolgens veranderde Odonkey Abbey zijn naam en kreeg hij een Frans paspoort. Zijn eerste betaaldvoetbalclub was FC Nantes, alwaar hij in 1986 zijn eerste wedstrijden speelde. Hier valt Desailly op vanwege zijn sterke fysiek.
Na jaren in de verdediging van Nantes te hebben gestaan vertrok hij in 1992 naar Olympique Marseille, alwaar hij anderhalf seizoen bleef. In 1992 won hij met Olympique Marseille de Division 1 en in 1993 de eerste editie van de UEFA Champions League. Een half jaar later vertrok hij naar de Italiaanse topclub AC Milan, waarmee hij ook het volgende jaargang van de UEFA Champions League won. Twee kampioenschappen in de Serie A zouden nog volgen in de jaren tussen 1994 en 1998, waarin hij voor de Milanezen speelde.
In 1998 vertrok hij naar Chelsea, een club die de plannen had te willen uitgroeien tot een Europese topclub. Hier bleef hij spelen tot 2004, waar hij met de ploeg de FA Cup, de FA Community Shield en de UEFA Super Cup won. Vervolgens vertrok Desailly naar Qatar, het land waar veel spelers hun carrière afbouwen. In zijn eerste seizoen werd hij landskampioen met Al-Gharafa, waar hij als verdediger tevens clubtopcorer werd. Het jaar daarna vertrok Desailly naar Qatar Sports Club, alwaar hij zijn carrière in november 2005 afsloot.

## Interlandcarrière
Desailly was jarenlang een belangrijke speler in het Franse nationale elftal. Hij speelde maar liefst 116 wedstrijden voor "Les Bleus" en maakte deel uit van een zeer succesvol team, waarin ook Zinédine Zidane en Didier Deschamps belangrijke spillen waren. Met Frankrijk werd hij in 1998 wereldkampioen, in 2000 Europees kampioen en in 2001 en 2003 winnaar van de FIFA Confederations Cup. Marcel Desailly was gedurende een lange tijd recordinternational, maar dat record werd verbroken door zijn kameraad Lilian Thuram tijdens het WK 2006 in Duitsland.

## Erelijst
Olympique Marseille
- Division 1: 1991/92
- UEFA Champions League: 1992/93

 AC Milan
- Serie A: 1993/94, 1995/96
- UEFA Champions League: 1993/94
- Europese Supercup: 1994
- Supercoppa Italiana: 1994

 Chelsea
- UEFA Super Cup: 1998
- FA Cup: 1999/00
- FA Charity Shield: 2000

 Al-Gharafa
- Qatar Stars League: 2004/05

 Frankrijk
- Wereldkampioenschap voetbal: 1998
- Europees kampioenschap voetbal: 2000
- Confederations Cup: 2001, 2003